# Parthenicus cowaniae
Parthenicus cowaniae är en insektsart som beskrevs av Knight 1968. Parthenicus cowaniae ingår i släktet Parthenicus och familjen ängsskinnbaggar. Inga underarter finns listade i Catalogue of Life.